# Emil Trinkler
Emil Trinkler (* 19. Mai 1896 in Bremen; † 19. April 1931 in Bremen) war ein deutscher Geograph und Asienforscher.

## Biografie
Trinkler war der Sohn des Tabakkaufmanns August Friedrich Wilhelm Christian Trinkler jr. (1869–1921) aus Bremen. Er beschäftigte sich schon als Schüler mit Problemen aus der Geografie. Er besuchte die Oberrealschule, verließ sie und absolvierte eine Kaufmannslehre im väterlichen Betrieb. 1915/16 war er Soldat im Ersten Weltkrieg. 1917 machte er die Reifeprüfung und studierte seit 1918 Geografie und Naturwissenschaften an der Universität München. Er promovierte 1922 in München bei Erich von Drygalski mit Das Problem der grossen Scharung in den Pamir-Gebieten unter besonderer Berücksichtigung des östlichen und südöstlichen Teils.
1923/24 arbeitete er für die Bremer Deutsch-Afghanische Compagnie AG in Afghanistan. Von 1927 bis 1928 leitete er eine deutsche Zentralasien-Expedition, dessen Ziel topographische und geographische Studien sowie ethnologische und archäologische Forschungen waren. Ihre Route führte von Kaschmir über das westtibetische Hochland in das nordwestchinesische Tarimbecken und die Taklamakan-Wüste. Trinkler entwickelte bei der Expedition ein besonderes Interesse für Glaziologie (Gletscherkunde).
Nach seiner Rückkehr veröffentlichte er aufgrund seiner Reisetagebücher, Fotos und eigenhändiger Aquarelle, diverse Bücher und Schriften, darunter das für Laien aufschlussreichste Im Land der Stürme. Seine archäologische Sammlung befindet sich im
Überseemuseum Bremen.
Trinkler wohnte dann in Berlin und starb bereits 1931 bei einem Verkehrsunfall auf der Fahrt von Bremen nach Bremerhaven. Er wurde auf dem Riensberger Friedhof beerdigt (Grablage V 0504).
Seine weiteren als Manuskripte vorliegenden Expeditionsergebnisse wurden von Hellmut De Terra (1900–1981), der neben Walter Bosshard (1892–1975) auch an der Expedition teilgenommen hatte, bearbeitet und postum veröffentlicht (Wissenschaftliche Ergebnisse der Dr. Trinkler'schen Zentralasien-Expedition, Berlin 1932). Ein wissenschaftlicher Nachlass Trinklers, u. a. Expeditionsunterlagen, Briefe, sowie eine Fotosammlung, befindet sich im Archiv für Geographie des Leibniz-Instituts für Länderkunde in Leipzig. Die Deutsche Fotothek verfügt zudem über einen Fundus von rund 600 Expeditionsaufnahmen.

### Ehrungen
Im Bremer Stadtteil Radio Bremen ist eine Straße nach ihm benannt worden.

## Werke
- Tibet: Sein geographisches Bild und seine Stellung im asiatischen Kontinent. München 1922.
- Das Problem der grossen Scharung in den Pamir-Gebieten unter besonderer Berücksichtigung des östlichen und südöstlichen Teils. München 1923.
- Quer durch Afghanistan nach Indien. Berlin 1927.
- Afghanistan: Eine landeskundliche Studie auf Grund des vorhandenen Materials und eigener Beobachtung. Gotha 1928.
- Die Lobwüste und das Lobnor-Problem auf Grund der neuesten Forschungen. In: Zeitschrift der Gesellschaft für Erdkunde zu Berlin, 1929, Seite 353ff.
- Im Land der Stürme: Mit Yak- und Kamelkarawanen durch Innerasien. Leipzig 1930.
- Das Land des Dalai-Lama. Berlin 1930.
- Geographische Forschungen im westlichen Zentralasien und Karakorum-Himalaya. Berlin 1932.